# 3D/Biela
O Cometa de Biela ou Cometa Biela (designação oficial: 3D/Biela) foi um cometa periódico registrado pela primeira vez em 1772 e identificado como sendo periódico em 1826 por Wilhelm von Biela. Posteriormente ele foi observado se desintegrando e não foi mais visto desde 1852, apesar de seus restos terem sobrevivido por algum tempo como chuva de meteoros.

## Descoberta
O cometa foi registrado pela primeira vez em 1772, por Charles Messier. Também foi registrado em 1805 por Jean-Louis Pons, mas não foi reconhecido como o mesmo objeto. Foi Wilhelm von Biela quem observou seu retorno de 1826 em sua aproximação do periélio (em 27 de Fevereiro) e calculou sua órbita, descobrindo que era periódico, com um período de 6,6 anos. Era o terceiro cometa (à época) que se sabia ser periódico, depois dos cometas mais famosos Halley e Encke.

## Desintegração
O cometa foi redescoberto em 26 de novembro de 1845, por Francesco de Vico. Inicialmente exibindo uma nebulosidade pequena e fraca, observações subsequentes mostraram que algo notável havia acontecido com o cometa. Matthew Fontaine Maury, observando em 14 de janeiro de 1846, notou que um aparente objeto estava localizado a 1 minuto de arco ao norte do cometa. Após este anúncio, muitos astrônomos começaram a observar o cometa e notaram que os dois elementos (geralmente referidos como "Cometa A" e "Cometa B" na nomenclatura moderna) que alternavam em brilho, onde desenvolveram caudas paralelas à medida que se aproximavam do periélio. Algumas observações indicaram um "arco de matéria cometária" estendendo-se entre os dois núcleos, o que pode sugerir é que o cometa se dividiu em muito mais pedaços do que dois, mas eram simplesmente fracos demais para serem observados individualmente.

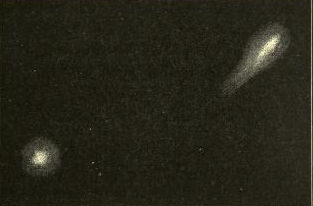
Os dois componentes do Biela em 1852, desenhados por Secchi.

Foi observado novamente em 1852, com as duas partes separadas por  2,414 milhões de quilômetros (1,5 milhão de milhas). Nenhuma das partes foi encontrada em seus retornos periódicos previstos para 1859, 1865 e 1872. Entretanto, em 27 de novembro de 1872, uma chuva de meteoros brilhante (3.000 por hora) foi observada radiando da parte do céu de onde se esperava que o cometa viesse em setembro de 1872. Era a data em que a Terra atravessava a trajetória do cometa. Estes meteoros tornaram-se conhecidos como Andromedídeas ou "Bielídeos", e aparentemente parece que eles anunciam a morte do cometa. Os meteoros foram vistos novamente em ocasiões subsequentes pelo resto do século XIX, mas encontram-se sumidos.

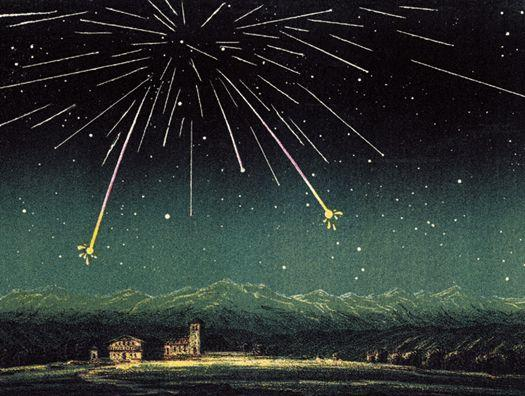
Os meteoros Andromedídeos ou de Biela vistos na noite de 27 de novembro de 1872.

Suspeita-se que o cometa 207P/NEAT seja um fragmento do Biela, já que possui uma órbita similar.

## Impactos meteóricos

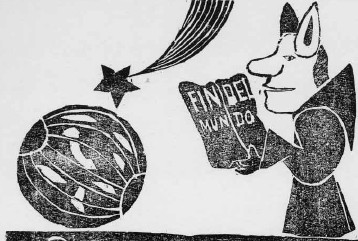
O cometa Biela foi alvo de vários pânicos por causa de aproximações da Terra. Uma ilustração de jornal de 1877 do Chile, com a legenda "inevitável impacto da Terra com o cometa Biela"

O Biela tem sido proposto como sendo a fonte de alguns impactos meteóricos na Terra.
Uma teoria altamente especulativa liga junto vários incêndios que aconteceram na América durante 1871, incluindo o Grande Incêndio de Chicago e o Incêndio Peshtigo, alegando que eles foram causados por fragmentos do cometa Biela atingindo a Terra. A teoria foi proposta pela primeira vez em 1883 e foi revivida em 2004. A teoria é muito controversa.
Em 27 de novembro de 1885, um meteorito de ferro caiu no norte do México, ao mesmo tempo que um jorro de 15.000 meteoros por hora da chuva de meteoros Andromedideas. O Meteorito Mazapil tem sido algumas vezes atribuído ao cometa, mas esta ideia tem sido descartada desde os anos 1950 já que o processo de diferenciação necessário para produzir um corpo de ferro não se acredita ocorrer em cometas.